# Aixà
Aixà - Аша (rus) és una ciutat de l'óblast de Txeliàbinsk, a Rússia.

## Geografia
La vila es troba als peus del Karatu, al vessant occidental dels Urals, prop del riu Sim. És a 337 km a l'oest de Txeliàbinsk i a 81 km al nord-est d'Ufà.

## Història
Aixà fou fundada el 1898 en relació amb la construcció d'una fàbrica metal·lúrgica, establerta en aquella regió a causa de les facilitats de transport ofertes per la via ferroviària Samara-Zlatoust.
Aconseguí l'estatus de possiólok el 1928 i el de ciutat el 20 de juny del 1933.